# Brooks Brothers
Brooks Brothers là một công ty thời trang xa xỉ của Hoa Kỳ, được thành lập vào năm 1818, và là thương hiệu quần áo cổ điển nhất vẫn hoạt động liên tục tại nước này. Khởi đầu là một công ty gia đình, Brooks Brothers sản xuất quần áo cho nam, nữ và trẻ em, cùng với các sản phẩm nội thất gia đình. Brooks Brothers cấp phép tên và thương hiệu của mình cho Luxottica để sản xuất kính mắt, Interparfums, có trụ sở tại Paris, là đối tác sản xuất nước hoa cho thương hiệu, và Turko Textiles, tại Thổ Nhĩ Kỳ, đảm nhận việc sản xuất bộ sưu tập nội thất.
Bởi vì đại dịch COVID-19 dẫn đến đóng cửa cửa hàng và sự sụt giảm doanh số bán trực tuyến, công ty đã đệ đơn xin bảo hộ phá sản vào tháng 7 năm 2020. Tháng 8 năm 2020, Brooks Brothers thông báo sẽ được mua bởi Authentic Brands Group cùng với SPARC Group LLC (Simon Properties Authentic Retail Concepts Group LLC), một liên doanh giữa Authentic Brands Group và Simon Property Group.